# 서경주역 (중앙선)
옛 서경주역(Seogyeongju station, 西慶州驛)은 경상북도 경주시 현곡면 금장리에 있었던 중앙선과 금장삼각선의 역이었다.
1992년 11월 1일 중앙선 경주 도심 구간의 이설과 함께 중앙선 신호장인 금장역으로 개업하여 금장삼각선 (경주삼각선)을 제어하는 주요한 업무를 담당하였다. 이후 1995년 8월 10일에 보통역으로 승격되어, 화물열차 수송량이 많아지고, 여객열차 승·하차량도 많아졌다. 2009년 1월 1일부터 경주역을 경유하는 열차 편성이 감소하게 되어서, 경주시의 역이라는 것을 알리기 위해 금장역에서 서경주역으로 역명이 변경되었다.
2021년 12월 28일에 동해선과 중앙선의 복선 전철화 및 선로 이설로 폐역됐으며, 금장리에서 하구리로 이전한 신 서경주역은 나원역을 이어받으면서 구 서경주역과 통합했다. 구 서경주역은 중앙선상에 있었지만, 신 서경주역은 동해선상에 있다. 이 때문에 현재의 서경주역은 금장리에 있었을 적보다 열차 정차 횟수가 크게 감소했다.

## 연혁
- 1992년 11월 1일 : 금장역(金丈驛), 신호장으로 영업 개시[1]
- 1993년 5월 1일 : 여객 취급 개시[2]
- 1995년 8월 10일 : 보통역으로 승격[3]
- 2009년 1월 1일 : 서경주역(西慶州驛)으로 역명 변경[4][5]
- 2010년 4월 1일 : 서울역-포항역 간 새마을호 정차 개시[6]
- 2015년 4월 2일 : 서울역-포항역 새마을호 운행종료
- 2019년 10월 3일 : 태풍 미탁으로 열차 운행 중단[7]
- 2019년 10월 16일 : 열차 운행 재개[8]
- 2021년 12월 28일: 중앙선 선로 이설로 폐역. 나원역과 통합.

## 사진

구 서경주역 승강장
구 서경주역 대합실(내부)
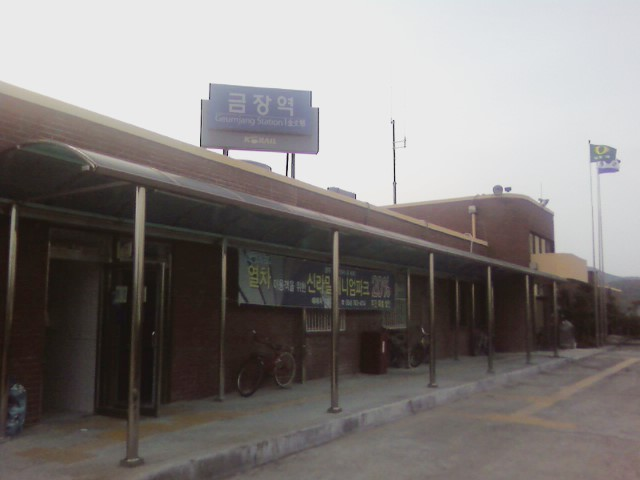
금장역 시절의 모습